# Slavko Lukić
Slavko Lukić (in serbo Cлaвкo Лукић?; Smederevo, 14 marzo 1989) è un calciatore serbo, difensore del Samtse.

## Carriera

### Club
Il 23 agosto 2015 sottoscrive un contratto annuale con la squadra albanese del Teuta.